# The Breeders
The Breeders é uma banda estadunidense de rock alternativo formada em Dayton, Ohio em 1988, composta por membros   Kelley Deal (guitarra, vocais), sua irmã gêmea Kim Deal (guitarra rítmica, vocais), Josephine Wiggs (baixo, vocais) e Jim Macpherson (bateria).
A primeira encarnação da banda foi formada por Kim Deal e Tanya Donelly em 1989 como um projeto paralelo ao lado de suas bandas em tempo integral Pixies e Throwing Muses, respectivamente. Para gravar seu álbum de estreia, Pod, de 1990, Deal e Donelly recrutaram a baixista Josephine Wiggs do The Perfect Disaster e o baterista Britt Walford do Slint. A irmã de Kim, Kelley, foi trazida para a banda como a terceira guitarrista (embora na época Kelley nunca tivesse tocado guitarra antes de se juntar à banda) em 1992 para gravar o EP Safari. Logo depois Tanya Donelly saiu para se concentrar em tempo integral em sua nova banda, Belly, deixando Kelley Deal como o único guitarrista, enquanto Britt Walford também saiu na mesma época. Embora o primeiro disco da banda não tenha sido inicialmente um sucesso comercial, a banda conquistou seguidores entre os fãs de indie rock e elogios de pessoas como o vocalista do Nirvana, Kurt Cobain, que citou Pod como um de seus álbuns favoritos de todos os tempos. A partir disso, banda se preparou para gravar seu próximo álbum. 
Em 1993, os Pixies se separaram, deixando Deal para se concentrar nos The Breeders como sua banda em tempo integral. Kim recrutou o músico local de Dayton, Ohio, Jim Macpherson (anteriormente um membro da banda de rock indie de Dayton The Raging Mantras) para substituir o recém-falecido Walford na bateria, criando a formação mais conhecida dos Breeders. O álbum de maior sucesso comercial da banda, Last Splash, foi lançado em 1993 no meio do boom do rock alternativo no início dos anos 1990. O álbum passou a ser disco de platina pela RIAA, e é mais conhecido por seu hit single "Cannonball".
Um ano após o sucesso de Last Splash, problemas com drogas e álcool forçaram a banda a entrar em hiato em 1994, enquanto as duas irmãs Deal fizeram períodos separados na reabilitação nos anos seguintes. Durante o hiato da banda, Kim Deal formou a banda de rock alternativo de curta duração The Amps, gravando um único álbum, Pacer, em 1995. No final da década de 1990, Kim e Kelley reformaram The Breeders com uma nova formação (incluindo membros da banda banda Fear) e lançou mais dois álbuns, Title TK em 2002 e Mountain Battles em 2008. Em 2013, Kim e Kelley anunciaram que a formação "clássica" (incluindo Josephine Wiggs e Jim Macpherson) havia se reunido pela primeira vez desde a década de 1990 para uma nova série de turnês comemorando o 20º aniversário do álbum de sucesso da banda Last Splash. Eles lançaram seu quinto álbum All Nerve em 2018, o primeiro álbum completo da formação "clássica" do Breeders desde o Last Splash de 1993.

## História

### Formação
A história dos Breeders começou quando Kim Deal, não satisfeita com seu papel secundário como baixista dos Pixies, começou a escrever novo material enquanto os Pixies estavam em turnê com Surfer Rosa na Europa com Throwing Muses. Como nenhuma das bandas tinha planos para o futuro imediato, Deal discutiu possíveis projetos paralelos com a guitarrista do Throwing Muses, Tanya Donelly. Eles recrutaram Carrie Bradley, violinista e vocalista da banda Ed's Redeeming Qualities, de Boston, e gravaram uma pequena fita demo. As faixas da fita demo incluíam as primeiras versões de "Lime House", "Doe" e "Only in 3's".
Com a ajuda de três bateristas diferentes - David Narcizo, Mickey Bones e Carl Haarer - e o baixista Ray Halliday, Deal e Donelly completaram sua fita demo e, posteriormente, fizeram um show no The Rathskeller em Boston. Eles não foram chamados de The Breeders neste momento, mas foram anunciados como "Boston Girl Super-Group". A banda enviou a fita para a gravadora independente inglesa 4AD porque tanto as Pixies quanto as Throwing Muses assinaram com a gravadora. Ao ouvir a fita, o chefe da 4AD, Ivo Watts-Russell, comentou: "Isso é absolutamente mágico, uma coisa linda." Deal originalmente descreveu a banda como "The Bangles do inferno".
O nome Breeders já havia sido usado para uma banda liderada por Deal com sua irmã gêmea Kelley. "Breeders", uma gíria gay para heterossexuais, foi escolhido porque Kim Deal achou bem-humorado e também refletiu seu amor por filmes de terror, referindo-se especificamente ao filme de 1979 de David Cronenberg, The Brood.

### Pod(1990–91)
4AD deu a Deal e Donelly um orçamento de $ 11.000 para fazer um álbum. Deal pediu a Josephine Wiggs, do The Perfect Disaster, para tocar baixo. Os dois se conheceram quando Perfect Disaster acompanhou a turnê dos Pixies em Londres em 1988. Deal pediu a Steve Albini, que havia trabalhado no álbum de 1988 dos Pixies, Surfer Rosa, para gravar o álbum. Os Breeders não tinham um baterista, então Albini sugeriu Britt Walford do Slint. Walford concordou em tocar no álbum sob o pseudônimo "Shannon Doughton".
Uma semana de ensaio ocorreu na casa de Wiggs em Bedfordshire, Inglaterra, e Pod foi gravado em dez dias em Edimburgo, Escócia. Eles usaram o tempo restante para gravar uma sessão de Peel e um vídeo para "Hellbound". Voltando a Londres, eles fizeram dois shows, a única vez que essa formação apareceu no palco juntos. Lançado em 28 de maio de 1990, Pod, embora não comercialmente bem sucedido, recebeu críticas positivas de críticos alternativos e mainstream; Karen Schoemer, do New York Times, escreveu: "As melodias angulares, tempos quebrados e dinâmicas estridentes lembram elementos de cada uma das bandas femininas deles, mas Pod tem uma vantagem inteligente, inovadora e própria". também foi citado por Kurt Cobain como um de seus discos favoritos de todos os tempos: "A principal razão pela qual eu gosto [the Breeders] é por suas músicas, pela maneira como eles as estruturam, o que é totalmente único, muito atmosférico. Eu gostaria que Kim pudesse escrever mais músicas para os Pixies, porque 'Gigantic' é a melhor música dos Pixies, e Kim a escreveu." Em julho de 2007, em uma entrevista no fórum de bate-papo, o engenheiro de som de Pod, Steve Albini, revelou que considerava o álbum um dos seus melhores trabalhos.

### SafarieLast Splash(1992–94)
Após Pod, os membros do The Breeders retornaram às suas bandas originais. Os Pixies lançaram Bossanova em 1990 e Trompe le Monde em 1991, mas no final de 1991 estavam se tornando menos ativos. Deal, com uma folga dos Pixies, visitou Wiggs em Brighton, e eles foram para um estúdio em Londres com o baterista do Spacemen 3/Spiritualized Jon Mattock para gravar uma nova música chamada "Safari". As outras três faixas do que se tornaram o Safari EP foram gravadas em Nova York com Walford e Donelly que estava planejando formar o Belly. Deal então pediu a sua irmã Kelley para assumir a guitarra, embora, notoriamente, Kelley não soubesse tocar guitarra. O Pixies tornou-se inativo em meados de 1992, quando o baterista Jim Macpherson foi chamado e os Breeders tornaram uma banda em tempo integral, abrindo para o Nirvana em sua turnê européia de 1992.
Em janeiro de 1993, The Breeders foi para a Coast Recorders em San Francisco para gravar seu segundo álbum. Last Splash foi lançado em agosto de 1993 para aclamação generalizada e sucesso comercial. Três singles foram lançados do álbum, incluindo "Cannonball" que chegou ao no. 2 na parada Billboard Modern Rock Tracks. A banda contribuiu com uma gravação ao vivo da música "Iris" para o álbum No Alternative do AIDS-Benefit em 1993, produzido pela Red Hot Organization. Em 1993, eles excursionaram apoiando o Nirvana em sua turnê In Utero. Em 1994, Last Splash recebeu uma certificação de platina pela Recording Industry Association of America. Também em 1994, a banda garantiu um lugar privilegiado na turnê Lollapalooza. Esta formação fez seu último show juntos em 5 de setembro de 1994, no Lollapalooza em Los Angeles, Califórnia.

### Hiato
Em 1995, Kelley esteve envolvido em uma apreensão de drogas que colocou The Breeders em um hiato indefinido. Kim formou um projeto paralelo, The Amps, com Macpherson, o baixista de Dayton Luis Lerma (membro do The Tasties) e o guitarrista Nate Farley, que mais tarde se juntou ao Guided by Voices. Em outubro de 1995, The Amps lançou o álbum Pacer. Após a reabilitação de drogas, Kelley iniciou o The Kelley Deal 6000, também formando o The Last Hard Men com o vocalista do Skid Row Sebastian Bach, o baterista do Smashing Pumpkins Jimmy Chamberlin e Jimmy Flemion do The Frogs.
Enquanto isso, em Nova York, Wiggs gravou e co-produziu o álbum Klassics with a K dos Kostars, um projeto paralelo de Luscious Jackson (também em turnê com eles tocando bateria), lançou um álbum solo no selo Grand Royal dos Beastie Boys e lançou um álbum pela Atlantic Records sob o nome Dusty Trails com a tecladista de Luscious Jackson, Vivian Trimble. Em 1996, Kim resurgiu com o nome The Breeders, mas essencialmente com a formação do The Amps mais a violinista Carrie Bradley, e tocou em algumas datas na Califórnia. Eles fizeram uma tentativa frustrada de gravar um terceiro álbum de estúdio em 1997. Kelley Deal voltou à banda no ano seguinte e escreveu e gravou músicas com sua irmã, embora o único material lançado durante esse período tenha sido um cover de The Three Degrees chamado "Collage", gravado para a trilha sonora do The Mod Squad em 1999.

### Title TK(2001–02)
As irmãs Deal recrutaram novos membros para tocar vários shows ao vivo em 2001 e retornaram ao estúdio com o guitarrista Richard Presley, o baixista Mando Lopez e o baterista Jose Medeles para gravar o terceiro álbum de estúdio dos Breeders, Title TK, com Steve Albini. Esta formação foi perfilada em um documentário intitulado The Breeders: The Real Deal (Holanda, 2002). Os Breeders também se apresentaram em um episódio de Buffy the Vampire Slayer no início de 2002. Eles foram chamados pela equipe de produção depois de terem tocado a música tema num show, escrito por Nerf Herder, como parte regular de seu show. O episódio é intitulado "Ele", e foi ao ar em 5 de novembro de 2002; eles cantaram sua música "Little Fury" no Bronze. Eles também contribuíram com a faixa "Wicked Little Town: Hedwig Version" para o álbum tributo a Hedwig and Angry Inch de 2003, "Wig in a Box".

### Mountain BattleseFate to Fatal(2008–10)
Mountain Battles foi lançado em abril de 2008 pelo selo 4AD. Apresenta Kim e Kelley, Jose Medeles e Mando Lopez. Eles foram ao Refraze Recording Studio em Dayton, Ohio para gravar e mixar a maioria das faixas. O terceiro EP do The Breeders, Fate to Fatal, foi lançado em 21 de abril de 2009. Ele contém um cover de Bob Marley ("Chances Are") e uma música com vocais de Mark Lanegan. A faixa-título foi gravada no The Fortress Studios, em Londres, pelo produtor Gareth Parton do The Go!. O videoclipe apresentou as Arch Rival Roller Girls, uma liga de patins de St. Louis. Eles fizeram a curadoria de uma edição do festival All Tomorrow's Parties em maio de 2009 em Minehead, Inglaterra. Eles também tocaram no festival de música ATP New York 2010 em Monticello, Nova York, em setembro de 2010.

### LSXX e All Nerve (2012–presente)
Em 2012, a formação reunida do Last Splash anunciou uma turnê para coincidir com o 20º aniversário do Last Splash, intitulada LSXX. A turnê começou nos EUA, continuou na Europa, Austrália e América do Sul e incluiu o festival All Tomorrow's Parties com curadoria de Deerhunter. Um vídeo teaser foi feito pela banda mostrando a formação reunida no ensaio. Em um artigo de junho de 2016, a Stereogum informou que a banda estava em seu estúdio em Ohio gravando uma sequência de Mountain Battles e que Courtney Barnett, que estava na cidade para o Nelsonville Music Festival, gravou alguns vocais de apoio para uma das músicas do álbum.
Um single, "Wait in the Car", foi lançado em 3 de outubro de 2017 e faz parte de uma próxima série de discos de sete polegadas a ser lançada pela 4AD. A música estará disponível em três discos de sete polegadas diferentes, limitados a apenas 1.500 cópias. A Rolling Stone descreveu a música como "um clássico dos Breeders, com dois minutos de duração e embalado com bateria forte, poderosos acordes  e riffs de chumbo". Durante uma entrevista da BBC com Lauren Laverne em 13 de outubro de 2017, Kim revelou que a banda esperava lançar um novo álbum em 2018, possivelmente pelo selo 4AD. A 4AD Label anunciou em 9 de janeiro de 2018 que o novo álbum, All Nerve, seria lançado em 2 de março de 2018. A faixa-título foi lançada como o segundo single do álbum no mesmo dia. All Nerve, foi lançado conforme planejado em 2 de março de 2018. Em março de 2021, a banda lançou sua primeira nova gravação em mais de três anos: Um cover de His Name is Alive's chamada "The Dirt Eaters". A capa é parte de uma próxima compilação de capas da 4AD, intitulada Bills and Aches and Blues.

## Discografia

### Álbuns de estúdio
- Pod (1990) (4AD Records, Elektra Records)
- Last Splash (1993)(4AD Records, Elektra Records)
- Title TK (2002)(4AD Records, Elektra Records)
- Mountain Battles (2008)(4AD Records)
- All Nerve (2018)(4AD Records)

### EPs
- Safari (1992)(EP, 4AD Records, Elektra Records)
- Head to Toe (1994)(4AD Records)
- Fate to Fatal (2009)(4AD Records)

### Álbuns ao vivo
- Live In Stockholm 1994 (1995)(independente)

## Membros

### Membros atuais
- Kim Deal – vocais, guitarra rítmica (1989–1995, 1996–2003, 2008–presente), guitarra solo (1996–1998)
- Josephine Wiggs – baixo, vocais (1989–1995, 2012–presente)
- Kelley Deal – guitarra solo, vocais (1992–1995, 1998–2003, 2008–presente), guitarra rítmica (1992)
- Jim Macpherson – bateria, percussão (1992–1995, 1996–1997, 2012–presente)

### Membros antigos
- Tanya Donelly – guitarra, vocais (1989–1992)
- Carrie Bradley - violino (1989-1993, 1996-1997)
- Britt Walford – bateria (1989–1992)
- Jon Mattock – bateria (1992)
- Richard Presley - guitarra rítmica (2000-2006)
- Mando Lopez – baixo (2000–2006, 2008–2012)
- José Medeles – bateria (2001–2003, 2008–2012)